# Молочай средиземноморский
Молочай средиземноморский, или Молочай скульптурный (лат. Euphorbia characias) — многолетнее травянистое растение, вид рода Молочай (Euphorbia) семейства Молочайных (Euphorbiaceae).
Вертикально растущий, компактный вечнозелёный кустарник высотой и шириной до 1,2 м, с сильно волосистым стеблем. Листья линейно-ланцетные, до 13 сантиметров в длину и шириной до 1 см. Цветки небольшие, не имеют лепестков, лежат в окружении плотных скоплений зеленовато-жёлтых прицветников. Плоды — капсулы, содержащие 3 семени. Цветёт с апреля по июнь.
Ареал вида охватывает территорию следующих стран: Ливия, Марокко, Турция, Албания, Бывшая Югославия, Греция (включая Крит), Италия (включая Сицилию), Франция (включая Корсику), Португалия, Гибралтар, Испания. Это жёсткое растение способно противостоять длительным периодам засухи. Растёт преимущественно в засушливых районах, как на равнине, так и в горной местности. Оно также может выдерживать высокую солёность.
Euphorbia characias имеет применение в народной медицине. Как и в случае со многими другими видами рода молочай, его ядовитый белый липкий сок с давних времён использовался для лечения наростов кожи, опухолей, бородавок.

## Галерея

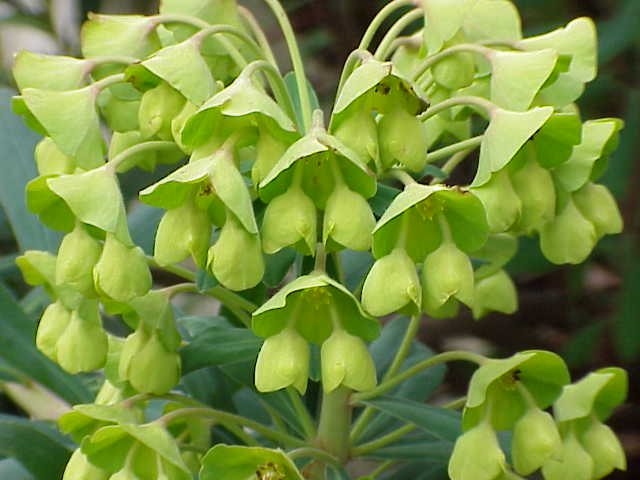
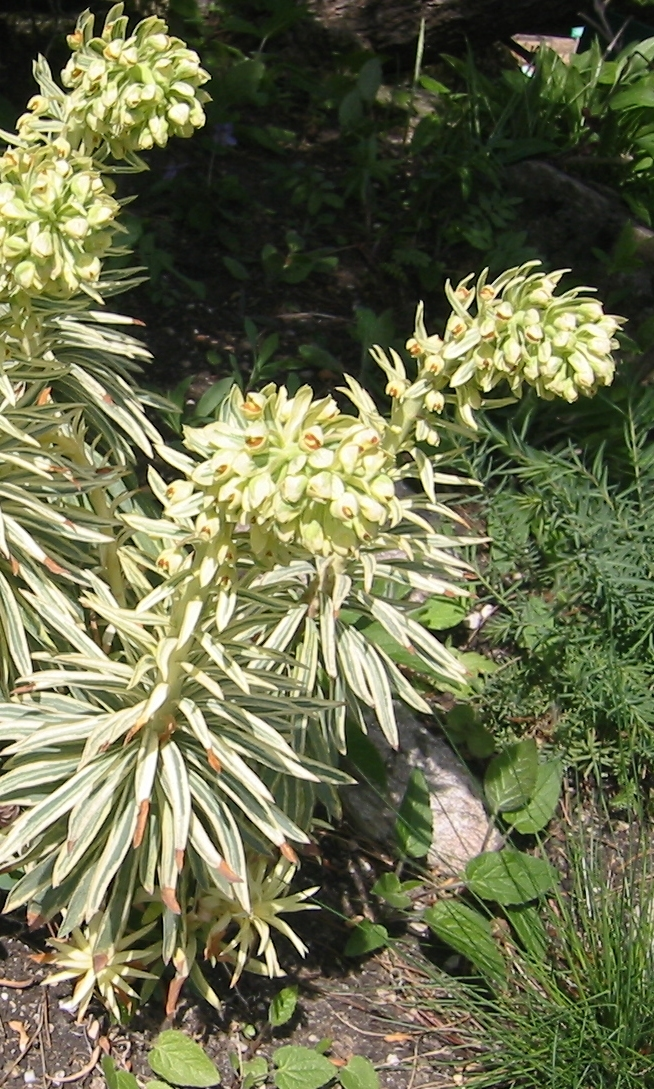
E. characias 'Emmer Green'
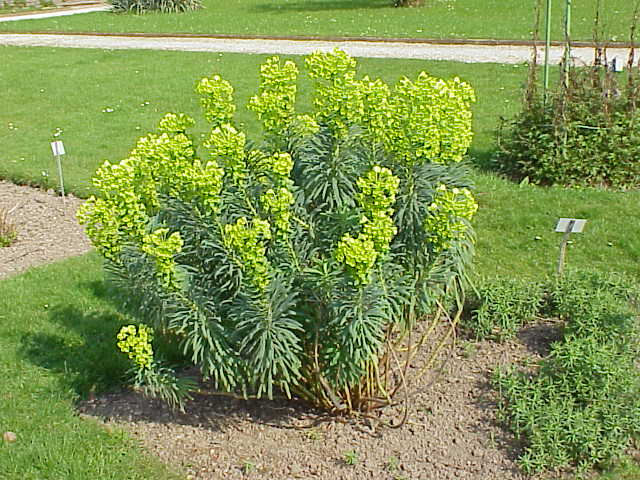
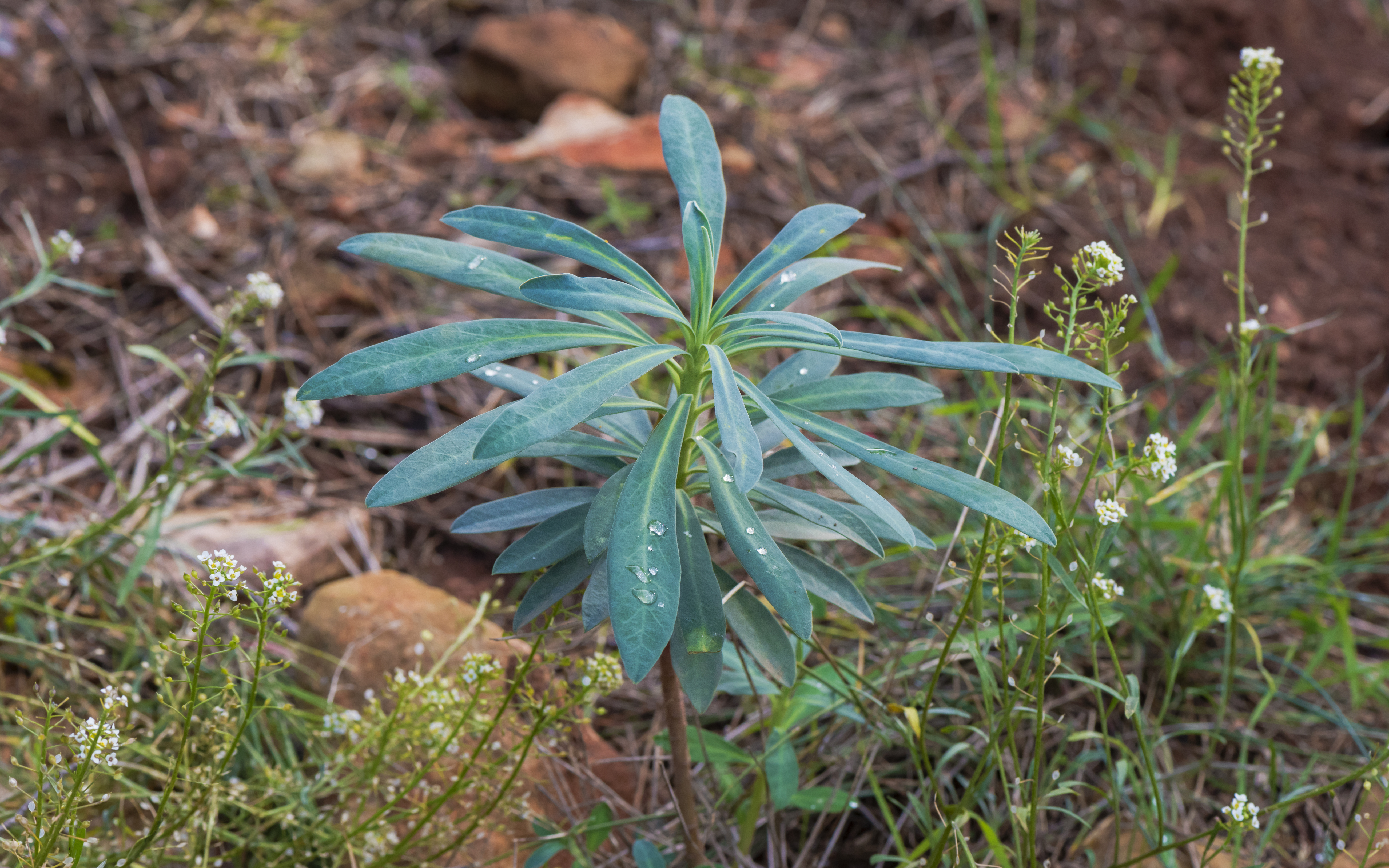